# Operation Dagsverke
Operation Dagsverke är en insamlings- och informationskampanj till förmån för skol- och utbildningsprojekt i andra länder. Idén är att elever arbetar en dag, det vill säga gör ett dagsverke (i regel under en skoldag), och att pengarna de tjänar går till dessa projekt. Under insamlingsdagen kan man arbeta hemma, arbeta på ett företag, driva egna projekt, göra uppträdanden på stan eller skramla bössa.
Operation Dagsverke startades den 24 mars 1961 på Högre Tekniska Läroverket i Helsingborg följt den 15 september av Sundsvalls läroverk och därefter den 13 oktober av Gubbängens läroverk i Stockholm Kampanjen har spritt sig till de andra nordiska länderna och liknande initiativ återfinns också i bland annat Tyskland, Italien, Paraguay, USA, Kanada, Brasilien och Sydafrika.
I Finland infördes traditionen 1967 och den förvaltas där av föreningen Taksvärkki ry - Dagsverke rf, där ett dussintal ungdomsförbund samt Akava (fackförbundet för akademiskt utbildade) ingår. I Sverige arrangerades Operation Dagsverke av Sveriges Elevkårer fram till 2012. I slutet av 2012 tog Unicef över huvudmannaskapet för kampanjen eftersom Sveriges Elevkårer ansåg att Unicef hade bättre möjlighet att driva kampanjen och öka dess resultat.

## Historia
Operation Dagsverke startade som ett elevinitiativ och spred sig sedan över Sverige till att idag vara en nationell kampanj som också finns under liknande namn i andra länder.

### Startåret 1961
Högre Tekniska Läroverket i Helsingborg, 24 mars 1961
I Nordvästra Skånes Tidningar (NST) den 25 mars 1961 valde redaktionen att nyttja större delen av sidan 4 för att skildra hur elevkåren vid Högre Tekniska Läroverket i Helsingborg genomförde läroverkets första Operation Dagsverke. Preliminärt räknade man enligt NST att skrapa ihop mellan 11.000 och 12.000 kr.[källa behövs]
Sundsvalls Läroverk, 15 september 1961
Det första kända Operation Dagsverket anordnades av Sundsvalls Läroverk den 15 september 1961. Initiativtagare var elevrådets ordförande Torsten Thunberg och Tom Nässbjer. 900 elever deltog inkl. årsklasserna 7–9. De flesta hade själva inventerat bekantskapskretsen och fått uppdrag. Målsättningen var att skaffa medel för att bekosta ett tredje stipendieår för en afrikansk flyktingstudent Zedekia Ngavirue från Namibia i samarbete med Svenska Sydafrikakommittén.( “One good day the announcement came that the students at the Sundsvall high school had raised funds to help a victim of apartheid. They had decided to adopt me for a scholarship”.
Lokaltidningarna gav annonsplats till halva priset. Stadens större varuhus var mycket intresserade. Skolans orkester spelade på estradbaldakinen, chokladflickor sålde och andra flickor demonstrationssov i skyltfönstrets sovrum. Insamlingsresultatet blev 7 900 kr (86 957 kr i dagens penningvärde) möjligen beroende på att man bara begärde 15 kr per elev för 8 timmars arbete (165 kr i dagens penningvärde). Högstadieeleverna var svåra att placera. De som inte fått någon arbetsuppgift anvisad sändes ut i skogen för att plocka 10 liter lingon, som skolbespisningen sedan inköpte.
Gubbängens läroverk, 13 oktober 1961 
Elevrådet vid Gubbängens Läroverk med ordföranden Ove Carlsson och Gymnasieföreningen med ordförande Sverker Svensson var initiativtagare till detta Operation Dagsverke. Bland initiativtagarna fanns också Staffan Thorsell och Erik Zenker. 600 elever deltog och resultatet blev 10 750 kronor till Dag Hammarskjölds Minnesfond, motsvarande 118 327 kr i dagens penningvärde.
För att underlätta för eleverna att kunna göra sina dagsverken hade elevrådet ordnat med bilar som skjutsade runt dem. Esso skänkte 100 liter bensin som behövdes för att driva bilarna. Radio Nord sände gratis reklamsnuttar gång på gång och Sveriges Radio ringde för att höra om de kunde vara till hjälp. Bland arbetsuppgifterna fanns skoputsning, fönsterputsning, barnpassning, blomförsäljning vid tunnelbanestationerna från Hötorget och söderut, upprensning på Tempos lager, stubbrytning och mannekänguppvisningar för Pagelle och Oscar Bæckman. Dagen avslutades med en stor skoldans i Gubbängens läroverk som samlade 1 100 elever. På skoldansen ställde ett flertal band och artister upp utan ersättning. Bland de medverkande fanns en ung Hans Alfredson med ackompanjemang av Leif Asp, Jerry Williams and the Violents samt Trio me' Bumba. Även intäkterna från skoldansen gick till Operation Dagsverke.
Filipstads högre allmänna läroverk oktober 1961.
3 400 kr motsvarande 37 335 kr i dagens penningvärde samlades in till Hammarskjöldfonden under ledning av elevrådets ordförande Jan Waldegren.

### Spridningsåret 1962
Avesta Läroverk 2 februari 1962
I Avesta samlade eleverna i sista ring in drygt 1 000 kr till Radiohjälpens insamling för spetälskesjuka, motsvarande drygt 11 000 kr i dagens penningvärde. Bland arbetsuppgifterna ingick städning, snöskottning, tomglassortering på Avesta bryggeri och dammsugning av rektorns hemmabibliotek.
Grimslövs Folkhögskola 2 februari 1962
Grimslövs folkhögskola satsade på algeriska flyktingbarn i Marocko och lyckades få ihop omkring 3 000 kr, motsvarande drygt 34 000 kr i dagens penningvärde. Dagsverkesgeneraler var Sigvard Svensson och Bo Nilsson som raggade jobb genom att ringa runt. Elevkårens ordförande Roland Fransson kapade armeringsjärn hos A-betong. På Huseby Slott togs Karin Persson emot av frk Stephens betjänt hr Krantz, som överlämnade en dammhandduk för att putsa väggporslinet i stora matsalen. Buskröjning, fönsterputsning, städning, matlagning, barnavård och kakbak tillhörde arbetsuppgifterna för andra elever.
38 skolor i Stockholm, 9 mars 1962
Inspirerade av Gubbängens framgångsrika Dagsverke beslöt SEO Stockholms Elevorganisation att anordna ett Operation Dagsverke till förmån för Hammarskjöldfonden. 38 skolor med 15 100 elever deltog  och resultatet blev kr 212 162:23, över 2,2 miljoner i dagens penningvärde.
Organisation 
Operation Dagsverke förankrades hos Stockholms rektorskonvent den 16 januari och 6 februari, som utlyste en friluftsdag för deltagande skolor, beviljade läxfritt till följande dag och åtog sig att ombesörja revisionen av det centrala insamlingsresultatet. Positiva utlåtanden till SUL från Överstyrelsen för yrkesutbildning den 12 januari och till SECO från Skolöverstyrelsen den 17 januari 1962 underlättade.
En ledning av "övertrådhållare" formerades. I denna ingick Jan Rencke (Dagsverkesgeneral), Staffan Thorsell (Reklam & PR-chef), Dag Bjerke (Kassör), Christina Lindström, Ulf Lagerström, Tony Sandell, Peter Abrahamsson, Erik Zenker (Skoputsarpatrullerna) Lillemor Söderman, Sverker Svensson, Ove Carlsson, Göran Lagerström (fixare), Bernt Halvarsson, Karin Hejdenberg och Ulla Blohm.
Den fyrsidiga handledning som SEO sände till elevråden i månadsskiftet januari-februari visar på den oerhörda ambitionsnivån. Vid detta tillfälle sköttes planeringen fortfarande hemifrån av ordföranden Jan Rencke, som inte fick ledigt från Norra Real utan tvingades offra ett skolår och av vice ordföranden Staffan Thorsell. Ett kansli i Radio Nords tomma nyhetsredaktion på Drottninggatan 79 togs i bruk vid mitten av februari. Man fick då tillgång till telefonnumren 10 60 00 och 20 60 00 för förhandsbeställningar av jobb.

Handledningen behandlade frågor om lokala kommittéer, närvarokontroll, arbetsanskaffningen lokalt och centralt där en telefonväxel med numret 24 60 00 och 30 ingående samt 10 utgående linjer var öppen 7–9 mars i ett stort konferensrum som Folkets Hus lånat ut gratis.  Växeln tillhandahölls gratis av Televerket, vars generaldirektör Håkan Sterky uppvaktats av SEO:s fixare Göran Lagerström.
 Vidare behandlades meddelanden till hemmen, föräldraföreningar, arbetsblanketter, bilar och gratis bensin till dessa, skolorkestrar, insamlingsbössor från Rädda Barnen och behovet av polistillstånd för vissa aktiviteter. För dessa hade ordningspolisintendenten framfört önskemål om en enda central ansökan. En diger sådan ingavs den 1 mars och resulterade redan den 6 mars i Poliskammarens resolution N:r 84 T.D.2 1962 sedan kommissarierna i alla vaktdistrikt hörts
Reklam och PR 
Handledningen till elevråden behandlade också reklamkampanjen, där Expressen producerade en fyrsidig tidning i tabloidformat för utdelning genom elevrådens försorg. Dagsverkesaffischer trycktes av Svenska Dagbladet.  SEO ordnade med armbindlar för dagsverkarna, vilka berättigade till fria resor med Stockholms Spårvägars spårvagnar, bussar och tunnelbanor. Reklamen och presstjänsten ombesörjdes av Staffan Thorsell, som skrev pressmeddelanden, höll presskonferenser och lyckades placera dagsverkare på flera redaktioner – Olle Wästberg på Aftonbladet, Peter Engström och Sylvia Walleij på Dagens Nyheter, Christina Ollén på Expressen och Lena Forsberg som fick sköta pressfotot åt Stockholmstidningen. Pressaktiviteterna avsatte mängder av stora artiklar i dagstidningarna, framförallt 24 februari, 9 och 10 mars.
Arbetsuppgifterna 
Många kända personer anlitade dagsverkare. Kändast var prins Bertil som behövde hjälp med att klippa och klistra tidningsbilderna från den nyligen timade 50-årsdagen. Hos Hovstallet fick sex flickor från Nya Elementar rykta hästar och på Stockholms Slott hjälpte fem dagsverkare till med att städa Vita Havet efter föregående kvälls kungamiddag.
Aina Erlander anlitade två flickor från sin gamla skola för att putsa sina och statsministerns fönster. Kar De Mumma fick sina golv bonade genom Östra Reals försorg och hos den legendariska reportern Barbro Alving sorterades många hyllmeter gamla deckare. Skådespelarna Christina Schollin hyrde in dagsverkare för fönsterputs i likhet med många många andra, Åke Söderblom behövde hjälp med att sortera böcker och klistra in recensioner, Inga Tidblad ville ha storstädat och Bibi Andersson ville få både städat och ordning på sina tidningsklipp.  Andra kända svenskar som anlitade dagsverkare var Evert Taube, operachefen Set Svanholm och skådespelaren Helena Brodin.
I fönstret till en pianoaffär på Kungsgatan spelade Agneta Berg från Södra flickläroverket piano så att det blev folksamling både inne och ute.  Hos Lidingö läroverk ringdes det in så många arbetsuppgifter att man fick rekvirera 200 elever från andra skolor för att klara allt.  22 skoputsarpatruller anfördes av Erik Zenker. På Stortorget uppfördes kl. 12, 12:30 och 13 spexet ”Så tuktas en norrbagge” av ”den från Radio och TV helt okände Björn Tygård” från Södra Latin.  En tyngre uppgift fick de två elever som sorterade 40–50 hyllmeter böcker i en lägenhet på Eriksbergsgatan.
Nattverket 
Dagsverkesdagen avslutades med en stor fest i Blå Hallen ”Nattverket” som SEO:s styrelseledamot Per Nauckhoff fått Stockholms Stad att låna ut gratis och till vilken han rekryterat en mängd artister. Entrén för dagsverkare med armbindel var 2 kr och för övriga 5 kr. 1800 elever deltog, men flera hundra fick inte plats och fick stanna utanför. Till dans spelade bl.a. Gugge Hedrenius och The Twisters, illusionisten Sanelli visade prov på fingerfärdighet, Birgitta Andersson och South African Trio från Idéon uppträdde och Martin Ljung höll tacktalet till SEO.
Insamlingsresultat
Hanteringen av influtna medel organiserades av SEO:s kassör Dag Bjerke som öppnade ett särskilt postgirokonto för ändamålet och instruerade elevråden hur pengarna skulle hanteras. De lokala resultaten reviderades av lärare på resp. skola, det centrala av Rektorskonventet. Totalt samlades 214 976:95 kr in: Efter avdrag med 2 814:72 för SEO:s kostnader, kunde 212 162:23 kr översändas till Dag Hammarskjölds Minnesfond (2 259 278:60 i dagens penningvärde.
SULs och SECO:s kampanjer 1962
Parallellt med planeringen för Stockholms Operation Dagsverke puffade Sveriges Ungdomsorganisationers Landsråd för dagsverken under parollen ”En dag för Dag”. I en stencilerad broschyr från december 1961 anförde man Sundsvalls och Gubbängens dagsverkeskampanjer som goda exempel. Stencilen ersattes senare av en allmänt hållen och mer påkostad tryckt broschyr i A5-format. Den 14 februari 1962 yrkade och fick man anslag från Hammarskjöldfonden för SECO:s och sina egna kostnader, bl.a. i samband med en maskinskriven tryckt broschyr ”Varför Operation Dagsverke”, som distribuerades till hela landets rektorer tillsammans med ett odaterat brev från SECO, i mitten av januari 1962. Det är denna broschyr som omnämns i SEO:s handledning för Stockholms elevråd.
Kampanjsekreterare december–februari var Folke Bäck. Den 26/2 begärde SUL 5 000 kr från Hammarskjöldfonden för att anställa sin styrelseledamot och tillika SECO:s ordförande Mats Gullers som kampanjsekreterare, men fonden avböjde detta. Han disponerade ändå ett rum i SUL:s kansli under våren 1962 och rapporterade till verkställande utskottet 29/3 och 17/4 1962. Han uppger sig ha arvoderats med 900 kr/mån.
Aktiviteterna ledde till att ett flertal dagsverkeskampanjer avhölls under våren. Dessa är inte fullt dokumenterade, beroende på att SUL hade Pressklippsabonnemang på frasen "Operation Dagsverke" först från 1 maj 1962.
Kampanjen ser ut att ha ägt rum huvudsakligen i SUL:s regi som finansierade broschyrer och cirkulär i SECO:s namn. Ingenting nämns om Operation Dagsverke i protokollen från SECO:s arbetsutskott 28/12 1961 och 4/3 1962, ej heller i Centralstyrelsens protokoll från 28/1 1962. SECO Aktuellt 1, 3 och 4 1962 innehåller inget om Operation Dagsverke. Nr 2 maj 1962 innehåller en beskrivning av hur Operation Dagsverke går till och det är först i dubbelnumret 5–6 1962  som detaljer lämnas om dagsverken ute i landet.
Karolinska Läroverket och Nikolai Läroverk i Örebro 23 mars 1962
Omkring 1000 elever förväntades jobba ihop 10 000 kr.
Kalmar Läroverk 23 mars 1962
Elevrådet vid skolan var "ur funktion" och i stället bildade Elisabeth Nordell, Karin Carlsson, Rolf Kläppe, Marie-Louise Nebaeus och Uggi Schou på eget initiativ en dagsverkeskommitté. En extra lovdag utverkades och 450 elever deltog. Lokalpressen ställde upp så att så gott som alla hade arbetsuppgifter utdelade redan dagen före. Städning och handräckning var de vanligaste arbetsuppgifterna. Brotullar inbringande stora intäkter. Medelförtjänsten blev 22 kr (230 kr i dagens penningvärde) för de 450 deltagarna och slutresultatet därmed 9 900 kr (103 498 kr i dagens penningvärde). Kommittén framförde önskemål om att medlen skulle gå till ett gymnasium i Tanganyika.
Läroverket i Hallsberg 30 mars 1962
Information sänt av SUL till elevrådets sekreterare Margita Garbergs.
Sundbybergs försöksgymnasium 4 april 1962
Elevrådet beställde informationsmaterial från SUL enligt brev 20 mars.
Tekniska Skolan i Katrineholm 6 april 1962
Con Fredriksson vid skolföreningen FOCUS meddelade SUL den 27 mars att 106 elever vid avgångsklasserna skulle komma att genomföra ett Operation Dagsverke till förmån för Hammarskjöldfonden. Övriga uppgifter saknas.
Älmhults högre allmänna läroverk 6 april 1962
600 elever deltog enligt brev från elevrådets ordförande Bo Pettersson. Organisatörer var skolans gymnastikdirektör och elevrådet.
Grönängskolan i Hässleholm 7 april 1962
Förekommer på odaterad lista över dagsverken våren 1962. Inga övriga uppgifter kända.
Hälsingborgs Flick- och Gossläroverk 13 april 1962
Upplägget baserat på SECO:s broschyr enligt elevrådets Per Bragwad.
Salagymnasiet 5 maj 1962
I dagsverket deltog eleverna i första och andra ring. Behållningen på omkring 1 500 kr, 16 000 i dagens penningvärde, gick till V-Dala nation. Sala Allehanda kunde visa upp en bild av Britt Ottoson som barkade massaved
Mariekällskolan i Södertälje 9 maj 1962
Drygt 500 elever deltog i detta dagsverke till förmån för Hammarskjöldfonden. Elevrådets ordförande Björn Wakman höll i trådarna.
Hässleholms läroverk 9 maj 1962
1 200 elever sattes i arbete och resultatet från detta dagsverke blev. 14 381:43 till Hammarskjöldfonden (150 344 kr i dagens penningvärde). Initiativtagare var Anders Tyrberg och Björn Salomonsson.
Hela Göteborg 11 maj 1962
På initiativ från GEO Göteborgs Elevorganisation anordnades ett Operation Dagsverke till förmån för Dag Hammarskjölds Minnesfond. Drygt 5 000 elever deltog och resultatet blev 75 000 kr (784 075 i dagens penningvärde). I dagsverkesledningen ingick GEO:s ordförande Sven-Erik Bergman, Per Löfqvist, Margareta Wictors, Fredrik Roos och Krister Dahl. Göteborgs-Posten tryckte upp löpsedlar.
Biskop Giertz behövde städhjälp och Ernst-Hugo Järegård fönsterputsning. En räcka med celebra personer hörde av sig. Stadsteaterns chef frågade om han kunde få hjälp med en roll på fredagskvällen. På Folkteatern staterade Åke Hybinette och Jarl Melander som betjänter i 1700-talsdräkt. En loppmarknad med 10 000 artiklar anordnades i Kungsparken och i ett skyltfönster hos en sängfirma på Kungsportsavenyn låg Margareta Ekengren i en säng och läste Dagens Nyheter, vilket naturligtvis uppmärksammades i DN följande dag. Åtta grabbar tvättade 27 plastbåtar på ett varv och tjänade 30 kr var (313 kr idag).
Kristianstad Läroverk 11 maj 1962
På initiativ från elevrådet anordnades ett Operation Dagsverke där alla elever deltog. Man åtog sig allt från pianospel till gräsklippning mot en minimiersättning av 10 kr. Barnpassning, skoputsning och trädgårdsarbete stod som vanligt på repertoaren. Mer ovanligt var fornminnesvård och de golflektioner som Gaby Stenberg behövde, liksom glasögonputsning hos stadens optiker. I den gamla öl- och frukoststugan serverades nygräddade våfflor och kaffe under musik- och sångunderhållning.
Högre skolorna i Jönköping 14 maj 1962
Detta dagsverke anordnades av elevråden vid de högre skolorna i Jönköping. 2 200 elever deltog. Insamlingsmålet var detsamma som Sundsvalls Läroverks dagsverke den 15 september 1961. Bägge lokaltidningarna publicerade blanketten för jobbeställning som urklippskupong. I arbetsuppgifterna ingick putsning av kopparbunkar, motionering av liten hund, bakning, diskning, städning och mannekäng i skyltfönster.
Samrealskolan i Vellinge 9–16 maj 1962
Den lilla samrealskolan i skånska Vellinge anordnade ett dagsverke till förmån för Hammarskjöldfonden på initiativ av elevrådets ordförande Torbjörn Båth. Exakt datum är inte klarlagt.
Uppsala Högre Tekniska Läroverk 22 maj 1962
Ett Operation Dagsverke med annan målsättning ägde rum i Uppsala den 22 maj 1962, efter beslut av Högre Tekniska Läroverket i Uppsala på förslag av Thord Rönngard den 28 februari, möjligen inspirerat av det positiva utlåtandet från Överstyrelsen för yrkesutbildningar den 12 januari samma år. I detta samband bildades Uppsala Högre Skolors Stipendiatkommitté. Målet var att få fram stipendier till afrikanska studenter. Resultatet blev kr 9 222:74 (97 000 kr i dagens penningvärde). Även detta dagsverke avslutades med ett Nattverke. Den första stipendiaten – Paul Sheriff från Liberia – kom till Sverige samma höst för ingenjörsutbildning. Uttagningen hade skett i samråd med Nämnden för internationellt bistånd och Gränges som ägde LAMCO i Liberia.
Nytt insamlingsmål
Elevriksdagen i Göteborg i augusti 1962 fattade beslut om ett nytt insamlingsmål i SECO:s egen regi. Istället för att skänka pengar till Hammarskjöldfonden ville man nu satsa på ett utbildningsprojekt i ett annat land. Algeriet hade precis blivit självständigt från Frankrike och man beslutade sig för att stötta skolbyggnationer där.
Anledningen till att valet föll på Algeriet var inblandning från föreningen Unga teosofer. De hade under 1961 startat aktionen 100 000 barn som hade till syfte att samla in pengar för att ge barn i Algeriet tillgång till mat. Aktionen genomfördes på 110 gymnasier runtom i Sverige och lyckades samla in 600 000 kronor. Under 1962 lämnar Unga teosofer över aktionen till SECO.
Eftersom man från SECO:s sida insåg att det skulle bli svårt att på egen hand administrera hela projektet sökte man samarbete med Rädda Barnen som blev den första samarbetsorganisationen för Operation Dagsverke.
Mats Gullers blev insamlingsledare.
12 platser i landet hösten 1962
SECO Aktuellt 5–6 1962 redovisar dagsverken på 6 platser i landet Linköpings skolor, Ljungby Läroverk, Värnamo Läroverk, Strängnäs Läroverk, Munkedals centralskola, och Kungälvs Läroverk. Ytterligare bidrag inflöt från Centralskolan i Blacksstad, Kungshamns realskola, Samrealskolan i Tomelilla, Säter realskola, Emmaboda centralskola och Kommunala flickskolan i Växjö. Totalt samlades över 125.000 kr in under hösten 1962 (1,3 miljoner i dagens penningvärde). Till kampanjen hörde också en drive-in-kampanj där en skolbänk med hjul ”Bänkt” drogs från Uppsala till Malmö. Detta inbringade över 11 000 kr (115 000 i dagens penningvärde).

### 1963–1975
1963–1964
Operation Dagsverke till Algeriet pågick både under 1963 och 1964.  I den här kampanjen började man även satsa mer på information till de deltagande eleverna. Bland annat trycktes en tidning om Algeriet i samarbete med Rädda Barnen.
Man började använda parollen ”Ungdom hjälper ungdom” under 1963 års kampanj, ett slagord som i olika former funnits med i kampanjen sedan dess. Länge sa man ”Elever hjälper elever” och idag är det förändrat till att istället heta ”Elever ställer upp för elever” men grundtanken är densamma – unga människor ställer upp för varandra.
1964–1966
Vid årsskiftet 1964/1965 beslutade SECO:s centralstyrelse att man skulle genomföra en insamling under läsåret 65/66. Eftersom man kommit i kontakt med en peruansk student som studerade i Sverige fick man upp ögonen för utbildningssituationen i Peru. Man ville från ledningshåll att pengarna från insamlingen skulle gå till Peru. Den tidigare samarbetsorganisationen Rädda Barnen tog därför kontakt med svenska ambassaden i Peru för att hitta en lämplig samarbetspartner på plats. Man fann att Cooperacion Popular kunde vara den partner man letat efter. I maj 1965 beslutades att insamlingsmålet för kampanjen skulle bli just Peru.
Återigen genomfördes Operation Dagsverke en fredag, denna gång den 15 oktober 1965. Det blev det största Operation Dagsverket dittills med över 100 000 deltagande elever. Man samlade in mer än 1,5 miljoner kronor.
I samband med kampanjen 1965 mötte Operation Dagsverke för första gången på kritik. Bland annat kritiseras kampanjen därför att den tar tid, engagemang och resurser från annat elevrådsarbete. En mer allvarlig form av kritik handlade om att korruption var vanligt i Peru och att staten inte var demokratisk. Kritiken kom framförallt från vänsterhåll. Man ifrågasatte också om pengarna verkligen kom fram (1968 genomförde Rädda Barnen en inspektionsresa som visade att skolbyggena fungerade bra och kritiken på just denna punkt kunde avvisas).
Kampanjen fortsatte även under 1966 och man valde då att på våren ha den 22 april som primär insamlingsdag och på hösten ha den 28 oktober som rekommenderad insamlingsdag. Totalt hade man, när läsåret var slut, lyckats samla ihop 2,3 miljoner kronor till skolbyggen i Peru.
Eftersom kampanjen till Peru gått så bra kom man på idén att samarbeta i norden med Operation Dagsverke. Frågan togs upp i nordiskt Elevforum som var ett nordiskt samarbetsorgan för de olika ländernas elevorganisationer. SECO lyckades övertyga Norges Gymnasistsamband (NGS), Suomen Teinilitto (STL), Finlands Svenska Skolungdomsförbund (FSS) och Storkøbenhavns Elevrådssammenslutning att genomföra kampanjen. Återigen beslutade man att insamlingen skulle gå till Peru och skolbyggnationer. Det blev tidernas första Nordiska Operation Dagsverke.
Men kampanjen blev inte den framgång man hoppats. Orsaken till det var att vänsterorganisationer, framförallt i Sverige men även Norge, uppmanade till bojkott. Vänsterorganisationernas kritik grundade sig i att Peru vid den här tiden inte var en demokrati. Dessutom pågick stridigheter i Peru mellan en vänstergerilla och den sittande, USA-stödda, regeringen. I ett flygblad från Vänsters Ungdomsförbund skrev Jan Myrdal ”SECO:s välgörenhet är en helt vanligt välgörenhet i storgodsägarnas, Vita Husets och imperialismens tjänst.” Inne i flygbladet förklarade man att ”pengar till Peru är stöd till en diktaturregim som försöker slå ner en social befrielserörelse. Pengar till Perus regering är liktydigt med pengar till fascistregeringarna i Sydafrika och Grekland.”
Eftersom Vänsters Ungdomsförbunds kritik gjorde att det startades hårda diskussioner på skolorna gällande Operation Dagsverkes vara eller icke vara på skolan valde många skolor att inte delta.
Den kritik som Vänsterns Ungdomsförbund riktade mot Operation Dagsverke tillbakavisades såklart av SECO som garanterade att alla medel användes på ett bra sätt och till utbildning. Man menade att satsningen på utbildning inte direkt gynnade regimen. Övriga ungdomsförbund ställde sig också frågande till Vänsters Ungdomsförbunds kritik.
1967
Traditionen med Operation Dagsverke spred sig från Sverige till de nordiska grannländerna (Danmark, Finland och Norge). Dessutom spreds Operation Dagsverke även till Peru där insamlingar gjordes.
I Sverige var insamlingsdagen för det första gemensamma Operation Dagsverket satt till den 13 oktober 1967. Det regnade i nästan hela landet den dagen vilket, tillsammans med kritiken, ledde till ett lågt insamlingsresultat på enbart 875 000 kronor inom landet.
SECO:s långvariga engagemang för Peru resulterade i att man blev delaktig i att utforma projektet på plats i landet. Det slöts kontrakt mellan den implementerande organisationen i Peru, Cooperación Popular, Rädda Barnen (som var SECO:s svenska samarbetsorganisation) och SECO. För det Operation Dagsverke som genomfördes mellan 1965 och 1966 fanns en särskild utarbetad plan som döptes till Plan SECO. I planen slogs fast att alla skolor som byggdes med medel från Operation Dagsverke skulle ha en skylt på väggen där det stod att SECO hade finansierat skolan. För det nordiska Operation Dagsverke året därpå utarbetades en plan som döptes till Plan Escandinavio. Den skiljde sig lite från Plan SECO på så sätt att den också rörde sig kring ett mer allsidigt utvecklingsarbete och inte enbart skolbyggnationer.
I Peru uppmärksammandes Operation Dagsverke och i huvudstaden Lima, den 14 oktober 1967, inspirerades skolungdomar att genomföra dagsverken vilket inbringade lite mer än motsvarande 100 000 kronor.
1969
Eftersom Operation Dagsverke kritiserats från vänsterhåll under 1967 års kampanj ville man återfå förtroendet för insamlingen innan det var dags att genomföra den igen. Man började då titta på Moçambiques befrielserörelse Frelimo eftersom den svenska vänstern sympatiserade med dem. SECO:s årsmöte valde också att de insamlade pengarna skulle gå till Frelimos Mocambique-institut i Tanzania. På institutet fick flyktingar möjlighet till utbildning. Den svenska samarbetspartnern var återigen Rädda Barnen. Insamlingsdagen fastställdes till den 3 oktober 1969. Man lyckades samla in ungefär 1,5 miljoner kronor under kampanjen.
Traditionen med Operation Dagsverke hade startat även i de andra nordiska länderna där man också genomförde kampanjen under 1969. I Finland valde man samma insamlingsmål som i Sverige, i Norge och Danmark samlade man istället in pengar till ett läskunnighetsprojekt i Zambia.
1970
Insamlingen till Mocambique-institutet fortsatte även under 1970. I början av året drabbades Operation Dagsverke av ett bakslag eftersom Skolöverstyrelsen ändrade sina regler för insamlingar och försäljningar. Tidigare hade de tillåtits under friluftsdagar eller studiedagar men nu skulle det alltså bli helt otillåtet att genomföra på skoltid. Men ett tillägg i reglerna gjorde att man lokalt kunde göra undantag från regeln - förutsatt att insamlingen låg inom ramen för skolans uppdrag. Elevråden var med andra ord tvungna att övertyga de lokala skolstyrelserna om att Operation Dagsverke lärde eleverna om sådant de skulle lära sig i skolan.
För att betona att Operation Dagsverke inte enbart var en insamlings- utan också en informationskampanj deltog Sveriges Elevers Centralorganisation - SECO i södra-Afrika-veckan. Den arrangerades av Svenska Kampanjkommittén för södra Afrika. Som en del i kampanjen producerades ett informationsmaterial om Moçambique som skickades till elevråden. Men man fick fortfarande kritik för att Operation Dagsverke urartat till ett jippo och att man förlorat den informativa delen av kampanjen.
All kritik fick den nationellt ansvariga insamlingsgruppen att komma med ett drastiskt förslag - att lägga ner Operation Dagsverke. Förutom misslyckandet med att informera eleverna om projektet motiverade man förslaget med att kampanjen tog mycket tid i anspråk, tid som kunde användas i övrigt elevrådsarbete. Man skrev också i sitt förslag "det finns en tro att man genom insamlingar rekryterar folk till exempelvis skolpolitisk verksamhet, men man får tyvärr de elevråd och elevrådare man förtjänar. Dagsverket som insamlingsform tenderar att i hög grad attrahera jippomänniskor."
Insamlingsgruppen gjorde också en analys om varför informationskampanjen för 1969 års Operation Dagsverke misslyckats. Ett av skälen var att administrationen kring kampanjen prioriterades eftersom arbetsbördan inom SECO var hög. Man hade helt enkelt inte tid att genomföra en bra informationskampanj. Man ansåg också att samarbetet med Rädda Barnen försvårade spridningen av relevant information eftersom det, enligt insamlingsgruppen, gav insamlingsmålet en "oberättigad humanitär - ideell klang."
Under SECO:s årsmöte 1970 röstade delegaterna för insamlingsgruppens förslag att lägga ned Operation Dagsverke.
1971–1972
Beslutet att lägga ned kampanjen stod sig dock inte särskilt länge, redan året därpå rev årsmötet upp beslutet och att Operation Dagsverke skulle återuppstå under 1972. Man fortsatte att samarbeta med Rädda Barnen och bestämde sig för att börja genomföra insamlingen på våren istället för som tidigare med tonvikt på höstinsamlingen.
Insamlingsmålet för 1972 års Operation Dagsverke var fortsatt Frelimos Mocambique-institut. Man hade tagit till sig av kritiken och gick ut med information. Man sammanställde en 16-sidig broschyr med fakta och satte samman en diabildsvisning med tillhörande ljudband. Men materialet var dessvärre inte färdigt då de första dagsverkena genomfördes.
Insamlingen gick sämre än tidigare år. De 200 deltagande skolorna samlade in 650 000 kronor. När man inom insamlingsgruppen analyserade anledningarna till det dåliga resultatet förde en representant från Rädda Barnen fram att SECO:s organisation var försvagad och att SECO:s status ute på skolorna var dålig. Under den här perioden fungerade också elevråden sämre än vad de gjort tidigare år. Till råga på allt hade Operation Dagsverke genomförts under en lågkonjunktur och allmänhetens intresse för kampanjen var lågt. Därför var Rädda Barnens representant tveksam till om samarbetet med SECO borde fortsätta.
1973–1974
Två på varandra följande årsmöten beslutade att Operation Dagsverke skulle genomföras först läsåret 1972/1973 och sedan 1973/1974, men det blir aldrig av.
1974–1975
På våren 1974 börjar man återigen planera för Operation Dagsverke. Man siktar på att ha insamlingen 1975. SECO hade sedan en tid tillbaka varit en av medlemsorganisationerna i Studieförbundet Vuxenskolan och började därigenom intressera sig för Dolci-fonden. Fonden stöttade Danilo Dolcis pedagogiska arbete på Sicilien, ett arbete som kännetecknades av en pedagogik som var mjukare än den man använde i övriga skolor på Sicilien och framförallt en undervisning utan inslag av aga. Rädda Barnen var inte särskilt intresserade av projektet och något samarbete mellan SECO och Rädda Barnen blev inte av.
Man bildade en insamlingskommitté för att administrera projektet på Sicilien. En grupp bestående av representanter från SECO, Dolci-fonden och Föreningsparbankernas Riksförbund.
Målet för projektet var att bygga en skola så att fler elever skulle kunna få ta del av Danilo Dolcis pedagogik. Byggnationen hade redan påbörjats av Dolci och hans medarbetare.
För att sköta all administration av kampanjen hade man ett kansli med tre anställda personer. De arbetade mycket med att återigen befästa Operation Dagsverke-traditionen ute på skolorna. Eftersom man haft ett långt uppehåll, sedan 1972, var det angeläget att återetablera kontakten med skolorna och engagera dem i insamlingen. Man utbildade därför under 15 träffar 400 elevrådsfunktionärer om vad Operation Dagsverke, om Sicilien och insamlingsmålet. Man gav också ut ett faktahäfte och flygblad om insamlingsmålet. I samarbete med LiberLäromedel gav man också ut ett studiehäfte och ett bildband som var tänkt att användas i samband med undervisning.
I stort sett alla av landets 1500 elevkårs- och elevrådsordförande ringdes upp ett flertal gånger för att det centrala kansliet ville informera om Operation Dagsverke. Det centrala kansliets personal gjorde också besök på ungefär 100 skolor för att värva dem till Operation Dagsverke. Till sist hade man lyckats få 130 skolor att delta i insamlingen. De flesta av dem genomförde insamlingen den 15 april 1975. På våren 1976 deltog 23 skolor. Det totala insamlingsresultatet landade på 750 000 kronor. Man hade lyckats göra Operation Dagsverke till en tradition igen och det lyckade resultatet bidrog också till att stärka SECO.

### 1975–1999
1976–1978
Centralstyrelsen föreslog för SECO:s årsmöte 1976 att nästa Operation Dagsverke skulle gå till Sydjemen och att insamlingen skulle ske 1977. Förslaget bifölls och arbetet med att dra igång insamlingen startade. Pengarna var tänkta att gå till utbildning av barfotasjuksköterskor i samarbete med Rädda Barnen. För första gången sedan Rädda Barnen och SECO börjat samarbeta med varandra så valde Rädda Barnen att enbart ha ansvar för projektet i Sydjemen, de skulle alltså inte vara behjälpliga kring insamlingen i Sverige. Men de såg till att personal från Operation Dagsverke fick åka på en tio dagar lång resa till Sydjemen för att samla information och få egna intryck av landet och projektet. Det var, enligt tillgängliga källor, den första projektresa som genomfördes inför Operation Dagsverke.
Trots projektresa och engagemang blev insamlingen ingen framgång. Bara 80 skolor deltog och de samlade ihop ungefär 600 000 kronor till sjuksköterskeutbildningen. En del av förklaringen till det låga insamlingsresultatet låg i att Sydjemen var ett relativt okänt land för svenskarna.
1979
Under våren 1979 beslutar man att genomföra ett annorlunda Operation Dagsverke. Istället för att samla in pengar lägger man istället allt krut på själva informationsdelen av kampanjen. Informationskampanjen handlade om Rhodesia (nuvarande Zimbabwe). Man informerade bland annat om bakgrunden till den frihetskamp som bland andra Patriotiska Fronten förde. Ett visst samarbete med Elevförbundet skedde under denna kampanj. Man spred informationen genom uppsökande verksamhet i skolorna, kurser, konferenser, torg- och gatumöten och broschyrer. För att bekosta kampanjen hade man sökt och fått flera bidrag.
När kampanjen var avslutad och man utvärderade resultatet så kunde man konstatera att det bästa ändå var att kombinera information och insamling, på så sätt, resonerade man, lärde sig eleverna allra bäst.
1980–1981
En delegation från flera svenska ungdomsorganisationer besöker under 1980 södra Afrika. Det verkar som om representanter från både Sveriges Elevers Centralorganisation - SECO och Elevförbundet var med på resan. Elevförbundet arrangerade efter resan en kampanj tillsammans med Sveriges Folkhögskolors Riksförbund. Kampanjen samlade in pengar till skolböcker för flyktingar från Namibia som levde i Angola och Zambia. Totalt samlade man in 200 000 kronor.
Delegaterna på SECO:s årsmöte Elevriksdagen beslutade att ett nytt, stort Operation Dagsverke skulle genomföras 1981. Pengarna skulle gå till African National Congress (ANC)s Frihetsskola i Tanzania. Skolan hette Solomon Mahlangu Freedom College, döpt efter en motståndsman som dömts till döden och hängdes för sin kamp. Skolan var till för ungdomar som flytt från Sydafrika och där fanns både grund- och yrkesutbildning. Pengarna från Operation Dagsverke gick till att bygga en filial till skolan i flyktinglägret Dakawa. Man samlade ihop 1 560 000 kronor, vilket var mer än förväntat och det räckte även till en laboratoriebyggnad åt eleverna.
Den svenska samarbetsorganisation för projektet var Lutherska Världsförbundet som, med stöd också från SIDA, stod för byggnationen av skolan.
Att insamlingen gick så bra berodde förmodligen på att svenska folket hade stor sympati med sydafrikanernas kamp mot apartheid. Det var också enkelt att entusiasmera elevrådsaktiva att engagera sig i Operation Dagsverke till södra Afrika. Dessutom hade Skolöverstyrelsens inställning till insamlingar på skoltid förändrats. Nu gick man från Skolöverstyrelsens sida ut och meddelade "sitt stöd för SECO:s kampanj och rekommenderar landets skolstyrelser att på grundskolans högstadium och gymnasieskolan avsätta tisdagen den 28 april 1981 för Operation Dagsverke."
1982
Operation Dagsverke till södra Afrika fortsatte även under läsåret 1981/1982. Under 1982 hade Elevförbundet och Sveriges Elevers Centralorganisation - SECO gått samman och bildat Elevorganisationen. Sammanslagningen tog mycket tid och energi men man valde att driva en Operation Dagsverke-liknande kampanj som fick namnet "Kunskap för frihet". Kampanjen gick ut på att bekosta skolböcker till elever i Namibia.
1983–1984
Operation Dagsverke genomfördes inte under varken 1983 eller 1984 eftersom allt fokus lades på att få den sammanslagna elevrörelsen att fungera så bra som möjligt.
1985
För första gången sedan 1967 beslutar de nordiska elevrörelserna sig för att samarbeta och genomföra ett Nordiskt Operation Dagsverke. Planeringen för ett gemensamt Dagsverke hade börjat redan 1982 vid ett möte i Stockholm.
Man tittade på flera utbildningsprojekt i olika utvecklingsländer innan man återigen beslutade sig för att genomföra insamlingen till förmån för södra Afrika. Ännu en gång var de insamlade medlen tänkta att användas till ANC:s skolor för flyktingar eftersom man ansåg att behoven var mycket angelägna.
Inför Nordiskt Operation Dagsverke 1985 var förväntningarna högt ställda, man räknade med att 400 skolor i Sverige skulle delta och att samla in 10 miljoner kronor enbart i Sverige. Man förstod att insamlingen skulle bli uppmärksammad eftersom svenskarna var bekanta med den usla situationen i södra Afrika. Man fick också stöd från Skolledarförbundet och lärarfacken, som gick ut och meddelade sitt stöd till insamlingen.
Insamlingen genomfördes i slutet av mars och då hade situationen i Sydafrika nått sin kokpunkt, det rådde undantagstillstånd i landet. Flera Sydafrikakännare menar att valet att genomföra Operation Dagsverke till Sydafrika var mycket framsynt.
I hela Norden lyckades man samla in 25 miljoner kronor, det svenska bidraget var 9 miljoner kronor. Pengarna hade samlats in av mellan 400 och 500 deltagande skolor och sammanlagt 250 000 deltagande elever.
Färöarna deltog i insamlingen och deras regering Landsstyret bidrog med 50 000 kronor. Dessutom sände deras TV en helafton från kampanjaktiviteterna.
Framförallt gick de insamlade 25 miljonerna till skolan vid ANC:s uppsamlingscenter för flyktingar i Dakawa. Men de gick även till att bygga bostäder, daghem och verkstäder. Man stöttade även gymnasieskolor i Zimbabwe eftersom landet nyligen blivit självständigt och var i stort behov av att bygga ut sin utbildningssektor.
Under insamlingen hade man satsat hårt på att sprida information om situationen i södra Afrika, om Operation Dagsverke och om vad man tänkt genomföra med hjälp av de insamlade pengarna. Man producerade en specialbilaga till medlemstidningen Elevforum och man tryckte upp en handledning för hur man på skolorna kunde arrangera en temadag.
Den 15 april 1985 får Elevorganisationen ett brev från ANC:s president Oliver Tambo där han tackar för insamlingen och för den solidaritet de svenska eleverna visat med ANC:s kamp.
ANC hade en Sverigerepresentant vid tiden för insamlingen, Lindiwie Mabuza. När hon bjöds in till Sverige 2006 blev hon ombedd att säga något om Operation Dagsverke. Hon sa så här "The most important fact about Operation Dagsverke is that it had to have the endorsement and public patronage of the leaders of all the political parties in government in Sweden - the Social Democrats, the Center Party and even the Conservatives. There was complete agreement in support of the school pupils to carry out their international obligations. This initiative also had the support of the entire trade union movement, the church, the media... the entire Swedish population would be involved in ensuring the schools reached their largest audience."
De nordiska elevrörelserna blev under 1985 en av ANC:s största, icke-statliga finansiärer.
1987
Det bästa insamlingsresultatet för Operation Dagsverke gjordes 1987. Då lyckades man samla in 12,5 miljoner kronor till att bygga skolor för flyktingar i El Salvador. Insamlingsdagen var bestämd till den 7 maj men man uppmanade skolorna att ha en internationell vecka med temastudier om intressanta frågor. Man fäster särskild vikt vid att producera ett bra informationsmaterial och att poängtera skolornas skyldighet att undervisa om internationella frågor.
Anledningen till att El Salvador valdes som insamlingsmål var att stora delar av befolkningen befann sig på flykt undan det blodiga inbördeskriget. I Sverige bedrevs under 1986 kampanjen Flykting-86 som gjort att svenskarna fått upp ögonen för flyktingfrågan, det gynnade Operation Dagsverke som också hade visst samarbete med Flykting-86.
Inom ramen för projektet lyckades man bygga och rusta upp totalt 49 skolor. Det som var speciellt med projektet var att elevernas föräldrar själva byggde skolorna vilket gjorde att pengarna räckte längre.
Två år efter att insamlingen genomförts skickade man journalisten David Isaksson och fotografen Beppe Arvidsson på en resa till El Salvador för att sammanställa en bok om landet och vad som hänt i projektet.
1988–1989
På SECO:s årsmöte Elevriksdagen beslutade man 1988 att Operation Dagsverke skulle genomföras vartannat år. Man börjar också förbereda tidigt för att få ett bra Operation Dagsverke 1989. SECO bjuder in olika biståndsorganisationer att ansöka om att vara samarbetsorganisationer till Operation Dagsverke 1989. Valet föll på ett projekt i Uganda i samarbete med Lutherhjälpen.
Operation Dagsverke 1989 genomfördes den 11 maj. Återigen hade man en internationell vecka där torsdagen ägnades åt själva insamlingen. Eleverna lyckades samla ihop 12 miljoner kronor som gick till att rusta upp tio skolor i Uganda.
Nacka gymnasium var den skola som samlade in mest pengar under insamlingen - hela 120 000 kronor.
1991–1992
Det tredje Nordiska Operation Dagsverke som genomfördes arrangerades 1991 till förmån för Brasilien och Chile. Insamlingen riktade in sig på barn och ungdomar i slumområden, i regnskogen och på landsbygden. Målet var att de skulle få en fullvärdig utbildning.
I Norge, Sverige, Danmark och Finland lyckades eleverna tillsammans få ihop 55 miljoner kronor, varav de svenska eleverna samlade in 10 miljoner kronor. Man hade två insamlingsdagar i Sverige, den ena den 25 april och den andra 10 oktober.
I enlighet med det tidigare årsmötesbeslutet genomfördes inget Operation Dagsverke 1992 men man firade 30-årsjubileum (ett år för sent beroende på hur man räknar). Man firade genom att bjuda in elva personer från södra Afrika, Uganda, Chile, Brasilien och El Salvador. Alla elva hade på något sätt varit involverade i projekten i sina hemländer. De besökte de skolor som deltagit i Operation Dagsverke flest gånger. Besökarna berättade för eleverna på vilket sätt pengarna kommit till användning och hur de gjort skillnad.
1993
Operation Dagsverke 1993 genomfördes till förmån för Svenska Afghanistankommitténs utbildningsprojekt i Afghanistan. Talibanerna styrde landet och flickor tilläts inte att gå i skolan. Därför ville Svenska Afghanistankommittén öppna egna skolor där även undervisning för flickor tilläts. De 5,2 miljonerna som samlades in räckte till att bygga 35 skolor.
Under Elevorganisationens årsmöte samma år fick man besök från Afghanistan av Umer Daudzai som var på plats för att berätta om sitt hemland och tacka för det stöd som Operation Dagsverke skulle innebära för Afghanistan.
1995
Inför Elevorganisationens årsmöte 1995 hade två ansökningar gällande Eritrea kommit in. Man beslöt att välja båda förslagen och att EGIS och Luterhjälpen skulle dela på insamlingssumman. Elever från 300 skolor lyckades tillsammans samla in 7 miljoner kronor.
I informationsmaterialet som gick ut till skolorna uppmanades dagsverkarna att utföra sina dagsverken på olika arbetsplatser såsom reklambyråer, verkstäder och kontor. Man uppmanade också till att göra "tåg- eller bussrån" vilket var mer oförargligt än det låter då det gick ut på att stiga på ett tåg eller en buss och skramla bössa.
På årsmötet detta år hade man beslutat att börja genomföra Operation Dagsverke en gång varje år, istället för som tidigare vartannat år.
1996
Operation Dagsverke gick detta år till Svenska Kyrkans Missions utbildningsprojekt på Filippinerna. Det officiella insamlingsdagen var på hösten den 24 oktober och då samlade 100 000 elever in 5,3 miljoner kronor. Projektet utmynnade i att en skola för funktionshindrade rustades upp och byggdes ut, man byggde en skola på landsbygden och byggde ett stort center för gatubarn.
1998
Trots att man beslutat att genomföra Operation Dagsverke varje år så blev det inte av under 1997. Men för Operation Dagsverke 1998 valdes Angola som insamlingsmål. Projektet genomfördes i samarbete med Afrikagrupperna och syftade till att bygga upp raserade skolor och konstruera nya skolor. Man upprättade även en slags ungdomsgård där eleverna fick möjlighet till en givande fritid med möjligheter att spela musik, måla och snickra. De insamlade medlen bekostade också lärarutbildningar och skolmaterial. När projektet avslutades konstaterade man att uppskattningsvis 52 000 elever, 1 000 lärare och 25 000 föräldrar påverkats av projektet.
Under Operation Dagsverke 1998 samlade eleverna in 4,8 miljoner kronor.
1999
Kooperation Utan Gränser blev vald till samarbetsorganisation för Operation Dagsverke 1999. De hade ett projekt i Guatemala som gick ut på att bygga skolor. Eleverna från de 200 skolor som deltog lyckades samla in 4,3 miljoner kronor. Den officiella insamlingsdagen var den 6 maj.

### 2000–
2000
Operation Dagsverke 2000 genomfördes i samarbete med Frälsningsarmén och de insamlade medlen gick till att bygga och reparera skolor i Ghana. De 164 skolor som deltog i insamlingen samlade in över 3,9 miljoner kronor. Den officiella insamlingsdagen var 10 maj.
Inför insamlingen skrev man ett brev till FN:s dåvarande generalsekreterare Kofi Annan för att be om hans åsikt beträffande Operation Dagsverke. I det långa brevet man fick till svar står bland annat detta "Today, I would venture that this is the age where we recognize that there is only one world - ours; and that in that world, we all learn from each other. Of that, education projects such as yours are living proof. Education is quite simply peace-building by another name." Han fortsätter "As the United Nations continues to work for peace and better standards of life in larger freedom, you have shown that you are, in the truest sense, our partners." 
2001
Insamlingsmålet för Operation Dagsverke 2001 var Kooperation Utan Gränsers utbildningsprojekt i Honduras. Landet hade drabbats hårt av orkanen Mitch 1998 då bland annat många skolor raserats. De insamlade pengarna gick därför till att bygga skolor och även till att bygga barn- och ungdomsgårdar som gav tillfällen till en givande fritid.
De 204 skolorna som deltog samlade in 5,1 miljoner kronor. Det var framförallt elever på grundskolans högre stadier som deltog i insamlingen.
2002
Operation Dagsverke 2002 genomfördes den 15 maj och pengarna gick till Erikshjälpens utbildningsprojekt i Laos. Man använde pengarna för att konstruera förskolor och yrkesskolor för etniska minoriteter. 200 skolor samlade tillsammans in 4,7 miljoner kronor.
2003
Återigen genomfördes Operation Dagsverke i samarbete med Kooperation Utan Gränser, även denna gång till ett utbildningsprojekt i Latinamerika. Man byggde klassrum och ungdomsgårdar i byar och förorter i Paraguay. Insamlingsdagen var den 7 maj. I informationsmaterialen inför insamlingen går man ut med en rekommenderad insamlingssumma på 100 kronor.
2004
Det bästa resultatet på nio år uppnåddes under Operation Dagsverke 2004 till Demokratiska Republiken Kongo (Kongo-Kinshasa) då man lyckades samla in 6,8 miljoner kronor. Samarbetsorganisationen var Unicef vars projekt bland annat gick ut på att stödja flickors rätt till utbildning.
2005
Under 2005 samarbetade Operation Dagsverke med Plan Sverige. Det primära insamlingsmålet var Pakistan men efter att flodvågskatastrofen i Sydostasien inträffade gjorde man även ett extrainsatt Operation Dagsverke. De extra insamlade medlen gick bland annat till att bygga upp raserade skolor. Pengarna som samlats in till Pakistan användes för att utbilda lärare, rusta upp klassrum och stötta bildandet av elevråd. Sammanlagt lyckades fler än 80 000 svenska elever arbeta ihop 6 miljoner kronor, totalt i de två insamlingarna. Den officiella insamlingsdagen var den 11 maj.
2006
Operation Dagsverke 2006 genomfördes i samarbete med FN:s flyktingorgan UNHCR. Deras utbildningsprojekt syftade till att ge barn och ungdomar i flyktingläger i Rwanda tillgång till utbildning. Bland annat konstruerades klassrum, utbildades lärare och införskaffades skolmaterial.
Den officiella insamlingsdagen var den 10 maj. För första gången infördes ett webbaserat system som man kallade för Jobbanken, där företag som var intresserade av att anställa dagsverkare kunde annonsera. Insamlingssumman slutade på 5,9 miljoner kronor.
2007
Under Operation Dagsverke 2007 samarbetade man återigen med Plan Sverige. Den här gången kring ett utbildningsprojekt i Albanien. Projektet syftade till att utveckla elevinflytandet och utveckla undervisningsmetoderna i de skolor som omfattades av projektet. 75 000 elever från 207 skolor deltog i insamlingen. De samlade in 5,4 miljoner kronor.
2008
Insamlingsmålet för Operation Dagsverke 2008 var Kooperation Utan Gränsers utbildningsprojekt i Bolivia. Man byggde klassrum, toaletter, vattensystem och en ungdomsgård i regionen Cochabamba för de 6 miljoner kronor som eleverna samlat in. I insamlingen deltog 239 skolor och 67 000 elever. Projektet är ännu inte avslutat i Bolivia men kommer inom kort att bli färdigt.
2009
För andra gången under Operation Dagsverkes historia genomfördes ett projekt i Afghanistan. Denna gång var ActionAid samarbetsorganisation. Deras utbildningsprojekt riktar sig till barn och ungdomar som på olika sätt drabbats av kriget. Tanken är att de ska återintegreras i samhället och få chans att lära sig färdigheter som krävs för att skapa sig en bättre framtid.
Ungefär 5 miljoner kronor samlades in av de 60 000 deltagande eleverna. Projektet är inte avslutat ännu men beräknas vara färdigt i februari 2012.
2010
Operation Dagsverke 2010 hade Sudan (numera Sydsudan) som insamlingsmål. Plan Sveriges utbildningsprojekt i landet syftar till att ändra inställningen till barnäktenskap och därigenom minska antalet barn som gifter sig. När en ung kvinna gifter sig är det nämligen vanligt att hon samtidigt slutar skolan, vilket man genom detta projekt försöker förhindra. Projektet har nyligen startat i Sydsudan och beräknas vara färdigt 2013.
Man gjorde en omfattande informationskampanj som bland annat inkluderade ett påhittat barnbröllop i Sverige.
De 54 000 elever som genomförde Operation Dagsverke detta år lyckades tillsammans samla in över 4 miljoner kronor.
2011
För första gången samarbetade Individuell Människohjälp (IM) med Operation Dagsverke. Deras utbildningsprojekt i Himalaya valdes som insamlingsmål på Operation Dagsverkes nationella konferens. Syftet med projektet är att skapa en skola där man vill vara genom att rusta upp skolmiljön, utbilda lärare för att få dem att sluta med fysisk bestraffning och öka elevernas inflytande i skolan.
Det officiella insamlingsdagen var den 11 maj. Över 50 000 elever från 206 skolor samlade tillsammans in mer än 4,3 miljoner kronor.
2012
Operation Dagsverke 2012 genomförs i samarbete med Kooperation Utan Gränser. Insamlingsmålet är Centralamerika där man vill bygga klassrum och ungdomsgårdar. Området är plågat av kriminalitet, i synnerhet från så kallade maras. Med skolor som är rymliga, har bra arbetsmiljö och tillräckligt många lärare minskar risken för att eleverna ska hoppa av skolan och hamna i kriminalitet. Med hjälp av ungdomsgårdarna kommer eleverna bort från gatan och kriminaliteten och ser att det går att välja andra vägar.
2013
Sedan 2013 drivs Operation Dagsverke av Unicef Sverige. 2,6 miljoner kronor som samlades in under 2013 års kampanj gick till Unicef:s utbildningsprogram i Nepal.
2014
2014 års insamling gick till olika utbildningsprojekt i Moçambique. Unicef:s mål var att få fler av de 650 000 barn som aldrig får börja i skolan att få möjlighet till utbildning samt att höja kvaliteten på utbildningen genom att vidareutbilda lärarna.

## Insamlingsmål

### Sverige
- 1961 Dag Hammarskjölds Minnesfond
- 1962 Dag Hammarskjölds Minnesfond
- 1963 Algeriet i samarbete med Rädda Barnen
- 1964 Algeriet i samarbete med Rädda Barnen
- 1965 Peru i samarbete med Rädda Barnen
- 1966 Peru i samarbete med Rädda Barnen
- 1967 Nordiskt Operation Dagsverke till Peru i samarbete med Rädda Barnen
- 1969 Tanzania i samarbete med Rädda Barnen
- 1970  Tanzania i samarbete med Rädda Barnen
- 1972 Tanzania i samarbete med Rädda Barnen
- 1975 Sicilien i samarbete med Dolci-fonden och Föreningssparbankernas Förbund
- 1977 Sydjemen i samarbete med Rädda Barnen
- 1978 Sydjemen i samarbete med Rädda Barnen
- 1979 Zimbabwe
- 1981 Södra Afrika i samarbete med ANC
- 1982 Södra Afrika i samarbete med ANC
- 1985 Nordiskt Operation Dagsverke till Södra Afrika och Zimbabwe
- 1987 El Salvador i samarbete med Lutherhjälpen
- 1989 Uganda i samarbete med Lutherhjälpen
- 1991 Brasilien och Chile i samarbete med Lutherhjälpen
- 1993 Afghanistan i samarbete med svenska Afghanistankommittén
- 1995 Eritrea i samarbete med Lutherhjälpen och Eritreagrupperna i Sverige
- 1996 Filippinerna i samarbete med Svenska Kyrkans Mission
- 1998 Angola i samarbete med Afrikagrupperna
- 1999 Guatemala i samarbete med Kooperation Utan Gränser
- 2000 Ghana i samarbete med Frälsningsarmén
- 2001 Honduras i samarbete med Kooperation Utan Gränser
- 2002 Laos i samarbete med Erikshjälpen
- 2003 Paraguay i samarbete med Kooperation Utan Gränser
- 2004 Demokratiska republiken Kongo i samarbete med Unicef
- 2005 Pakistan i samarbete med Plan Sverige
- 2006 Rwanda i samarbete med UNHCR
- 2007 Albanien i samarbete med Plan Sverige
- 2008 Bolivia i samarbete med Kooperation Utan Gränser
- 2009 Afghanistan i samarbete med ActionAid
- 2010 Sydsudan i samarbete med Plan Sverige
- 2011 Nepal och Indien (Himalayaregionen) i samarbete med Individuell Människohjälp
- 2012 El Salvador och Nicaragua (Centralamerika) i samarbete med Kooperation Utan Gränser
- 2013 Nepal, Unicef:s utbildningsprogram i Nepal
- 2014 Moçambique, Unicef:s projekt för barnvänligare skolor
- 2015 Tanzania, Unicef:s arbete med att få in vatten och bygga toaletter i skolor

Varje år arrangeras Operation Dagsverke av ungefär 200 grund- och gymnasieskolor i Sverige och 50 000 elever deltar i kampanjen. Sveriges Elevråds Centralorganisation – SECO samordnadeOperation Dagsverke. Sedan 2013 drivs Operation Dagsverke av Unicef Sverige.

### Finland
- 1989 – skolbyggen i Moçambique och hjälp till kvinnor och barn via en kvinnoorganisation i Filippinerna
- 1993–1994 – fortsatt stöd för skolbyggena, läskunnighetsarbete i Colombia
- 1995–1996 – idrottsredskap till skolorna som byggts
- 1996–1997 – förbättring av skolgångsmöjligheterna för gatubarn och arbetande barn i Nepal, projektet inkluderade också barnhem med mera
- 1997–1998 – för prostituerade barn i Thailand
- 1998–1999 – för barn i Zambia som förlorat sina föräldrar genom AIDS
- 1999–2000 – rehabilitering av sudanesiska barnsoldater, i samarbete med svenska Rädda Barnen
- 2000–2001 – hjälp för dem som drabbats av orkanen Mitch i Nicaragua
- 2001–2002 – brunnar, trädgårdar och skolgång i det av torka drabbade Burkina Faso
- 2002–2003 – hjälp för arbetande barn i Bangladesh att återvända till skolan samt stöd för fattigas utkomst
- 2003–2004 – utbildning om barnens rättigheter och arbete mot handel med barn i Kambodja
- 2004–2005 – förbättring av skolgångsförhållande i Nepal
- 2005–2006 – information om HIV/AIDS samt barns och ungas rättigheter i Tanzania genom utbildningar av unga
- 2006–2007 – arbete mot sexuellt utnyttjande av barn i Guatemala
- 2007–2008 – arbete för gatubarn i Kenya
- 2008–2009 – arbete för läskunnighet i perifera områden i Madagaskar
- 2009–2010 – stöd för unga tillhörande Bolivias ursprungsfolk att kontrollera sina egna liv